# Itea
Itea (Itea) je rod rostlin patřící do čeledi iteovité. Zahrnuje asi 27 druhů.

## Vybrané druhy
- itea virginská (Itea virginica)[2]

## Použití
Některé druhy lze v ČR použít jako okrasné rostliny. Mají sbírkový význam.